# Dūkštas
Dūkštas est une ville de Lituanie située dans l’apskritis d'Utena.

## Démographie
En 2009, sa population était d’environ 1 000 habitants.